# Dimayor 1980
El Campeonato Oficial DIMAYOR 1980 fue la segunda edición del principal torneo de la División Mayor del Básquetbol de Chile, máxima categoría del básquetbol profesional de Chile.
Participaron un total de 8 equipos. Al término del campeonato, Sportiva Italiana de Valparaíso se consagró campeón.

## Historia
El segundo torneo de la División Mayor del Básquetbol Chileno, jugado a partir del 9 de mayo de 1980, siguió contando con ocho equipos, aunque hubo un cambio respecto a la primera temporada. Tampoco se estableció con claridad una norma respecto a los jugadores extranjeros y hubo equipos que sí utilizaron algunos, aunque fueron los menos. Los poderosos de la época seguían siendo los equipos de Santiago y Valparaíso y fue justamente entre dos representativos de estas ciudades que se definiría el título: Sportiva Italiana de Valparaíso y el campeón vigente, Thomas Bata.
Respecto a los equipos del año anterior, hubo un cambio: salió FAMAE de Santiago e ingresó Universidad de Chile, también de la Capital. El sistema de campeonato siguió tal cual, es decir, todos contra todos. 

## Tabla de posiciones
Los 8 equipos que participaron en el torneo se enfrentaron entre sí solo en encuentros de ida. Al finalizar las 7 fechas, el equipo que sumó más puntos a lo largo de la fase regular, se consagró campeón.
| Pos | Equipo                    | PJ | PG | PP | Pts |
| --- | ------------------------- | -- | -- | -- | --- |
| 1°  | Sportiva Italiana         | 7  | 7  | 0  | 14  |
| 2°  | Thomas Bata de Peñaflor   | 7  | 5  | 2  | 12  |
| 3°  | Universidad de Concepción | 7  | 5  | 2  | 12  |
| 4°  | Español de Talca          | 7  | 4  | 3  | 11  |
| 5°  | Naval de Talcahuano       | 7  | 3  | 4  | 10  |
| 6°  | Unión Española            | 7  | 2  | 5  | 9   |
| 7°  | Esperanza de Valparaíso   | 7  | 2  | 5  | 9   |
| 8°  | Universidad de Chile      | 7  | 0  | 7  | 7   |

PJ=Partidos jugados; PG=Partidos ganados; PP=Partidos perdidos; Pts=Puntos
|  | Campeón del torneo |

## Campeón
| Chile                                             |
| Campeón Sportiva Italiana de Valparaíso 1º título |

## Planteles
| Club                           | Plantel |
| ------------------------------ | --- |
| Sportiva Italiana (Valparaíso) | Jorge Antonucci, Víctor Bahamondez, Oscar Fornoni, José González, Antonio Heres, Jaime Hernández, Rubén Martori, Oscar Nápoles, Flavio Razetti, Ricardo Valdés, José Luis "Pipa" Verdejo y Roual Villela. Entrenador: José Luis de la Maza.     |
| Thomas Bata de Peñaflor        | Daniel Araya, Julio Barraza, Enrique Camponovo, Alejandro Coloma, Julio Córdova, Víctor Hechentleitner, Francisco Pando, Lorenzo Pardo (Q.E.P.D.), Raúl Rivera, Milenko Skoknic, Luis "Caco" Suárez. Entrenador: Luis Pérez                     |
| Universidad de Concepción      | Gino Anconetanni, Carlos García, Jorge García, Iván González, Felipe Hansen, Carlos Iglesias (argentino), Héctor Jiménez, Carlos Kublik, Llino Marty (refuerzo de Temuco), Rodrigo Pares, Pedro Reyes, Jaime Taboada. Entrenador: Juan Morales. |
| Español de Talca               | Manuel Araya, Pablo Araya, José Belmar, Manuel Herrera, Juan Martínez, Alejandro Pávez, Rich Kyle, Juan Valenzuela. Entrenador: Patricio Herrera.                                                                                               |
| Naval de Talcahuano            | Ricardo Aránguiz (Q.E.P.D.), Flavio Bustos, Wiberto "Pellico" Diaz, Victor Escalona, Aldo Fissore, Rodolfo "Jerry" González, Erwin Ifland, Sergio "Papaya" Mella, Jorge O'Ryan, Manuel Rodriguez, Folch Shulz. Entrenador: Rafael Oyarzún.      |
| Unión Española                 | Ivo Beovic, Claudio Duboy, Pablo Ferrada, Iván Gallardo, Javier Lourido, Francisco "Paco" Martínez, Cipriano Núñez, Edmundo Rosas. Entrenador: Antonio Torres.                                                                                  |
| Esperanza de Valparaíso        | Adolfo Armijo, Rene Cabrera, Luis Giannelli, Javier Oyanedel, Orlando Rabert, Rubén Roland, Luis Rosales, Cristian Saavedra. Entrenador: Jorge Santana.                                                                                         |
| Universidad de Chile           | Mauricio Aigneren, José Beovic, Rafael Brahms, Alejandro Giubergia, Pablo Maass, Néstor Miranda, Juan Mosca, Hernán Moya, Osvaldo Novion, Mauricio Unda, Rodrigo Zenteno, Entrenador: Néstor Gutiérrez.                                         |